# Linkowo
Linkowo (deutsch Schrengen) ist ein Dorf in Polen in der Woiwodschaft Ermland-Masuren. Es gehört zum Powiat Kętrzyński, Gmina Kętrzyn (Landgemeinde Rastenburg). Linkowo bildet ein Schulzenamt (sołectwo), zu welchem die Dörfer Kotkowo, Linkowo und Owczarki gehören.

## Geographie
Linkowo liegt im Norden Polens, etwa 26 Kilometer südlich der polnischen Staatsgrenze zur russischen Oblast Kaliningrad. Benachbarte Dörfer sind im Norden Starynia (Groß Altendorf) und im Osten Kotkowo (Kotittlack).

## Geschichte
Gegründet wurde das heutige Linkowo im Jahr 1400 nach Magdeburger Recht. Die zum Dorf gehörende Fläche betrug zehn Hufen. Im 17. Jahrhundert war Stefan Sadorski (ca. 1584–1640), Sekretär des Königs Sigismund III. Wasa Eigentümer des Ortes.  Von 1700 bis 1793 gehörte Schrengen der Familie von der Gröben. Im 18. Jahrhundert wurde auf Initiative des Rastenburger Superintendenten Andreas Schumann eine Dorfschule errichtet. Um 1800 wurde ein Herrenhaus errichtet. 1817 war das Dorf nur ein Vorwerk mit 13 Wohngebäuden, in denen 108 Menschen lebten. Nach den von der Groeben wechselten die Besitzer mehrfach, bis das Gut in den 1920er Jahren Konkurs anmeldete.
Im Januar 1945, am Ende des Zweiten Weltkrieges, wurde die Gegend und damit auch Schrengen von der Roten Armee eingenommen und kam als Folge des Krieges an Polen. Erster Dorfvorsteher (sołtys) wurde Jan Śmigulski. Ein Jahr nach Ende des Krieges wurde in Linkowo eine Schule errichtet. 1970 wurde die Bahnstation des Dorfes, das nun 203 Einwohner zählte, neu errichtet. 1973 wurde Linkowo zu einem Schulzenamt (sołectwo) in der Gemeinde Kętrzyn, zu der die Dörfer Kotkowo, Linkowo und Owczarki gehörten.

## Verkehr
Linkowo liegt an einer Nebenstraße, die in nordwestlicher Richtung nach etwa vier Kilometern auf die Woiwodschaftsstraße 592 (ehemalige deutsche Reichsstraße 135) trifft. In südöstlicher Richtung führt die Straße nach etwa vier Kilometern zur Woiwodschaftsstraße 594.
Linkowo verfügt über eine eigene Bahnstation auf der Strecke von Kętrzyn nach Korsze.
Der nächste internationale Flughafen ist der Flughafen Kaliningrad, welcher sich etwa 100 Kilometer nordwestlich auf russischem Hoheitsgebiet befindet. Der nächste internationale Flughafen auf polnischem Staatsgebiet ist der etwa 190 Kilometer westlich gelegene Lech-Wałęsa-Flughafen Danzig.

## Söhne und Töchter des Dorfes
- Karl von der Groeben (1788–1876), preußischer General der Kavallerie